# Sośnik (Wrocław)
Sośnik – wzgórze o wysokości bezwzględnej 118 m n.p.m. i wybitności 6 m,  położone we Wrocławiu w obrębie Pradoliny Wrocławskiej (318.52), około 1,5 km na północny zachód od osiedla Rędzin. Rozciąga się tu Las Rędziński, a samo wzniesienie jest częściowo zalesione. Stanowi ono najwyższą część wału składającego się z wydm i pagórków pochodzenia eolicznego, o formie wałowej i owalnej (wysokość około 112,0 m n.p.m.), o wybitności około 2–3 m ponad teren ukształtowanej w holocenie terasy rzeki Odra. Zbudowane są one z piasków eolicznych, średnio i drobnoziarnistych przewianych piasków aluwialnych.